# Feliks Stobnicki
Feliks Szczęsny Stobnicki (ur. 13 stycznia 1800 w Woli Radłowskiej, zm. 14 marca 1882 w Krakowie) – oficer, powstaniec listopadowy i uczestnik Wiosny Ludów, poseł do Sejmu Ustawodawczego w Kromieryżu.

## Życiorys
Uczył się w szkołach w Tarnowie a następnie w Ołomuńcu na Morawach. Następnie służył od 1819 w amii Królestwa Polskiego. Po ukończeniu Wojskowej Szkoły Aplikacyjnej w Warszawie, był szefem ogniomistrzem Baterii 1. Lekkiej Artylerii Konnej, stacjonującej w Łęczycy. W 1824 wystąpił z wojska. Po wybuchu powstania listopadowego wrócił do służby na poprzednie stanowisko. Po bitwie pod Grochowem (25 lutego 1831), w której się wyróżnił został odznaczony 15 marca 1831 Srebrnym Krzyżem Virtuti Militari i awansowany na podporucznika. Następnie brał udział w bitwach: pod Dębem Wielkim (1 kwietnia 1831), Mińskiem (26 kwietnia) oraz w obronie Warszawy (6-7 września 1831). Po klęsce powstania powrócił do Galicji, gdzie był administratorem dóbr swej drugiej żony w Limanowej. Był wówczas przeciwnikiem konspiracji związanej z przygotowaniami do wybuchu powstania której przywódcą był Edward Dembowski. Podczas rzezi galicyjskiej w lutym 1846 dowodził z powodzeniem obroną Limanowej przed atakami uzbrojonych chłopów.
Aktywny politycznie w okresie Wiosny Ludów. Współautor adresu ziemian obwodu sądeckiego do cesarza (24 kwietnia 1848). Przewodniczący Rady Narodowej w Nowym Sączu, a od maja Rady Narodowej Centralnej we Lwowie. Poseł do Sejmu Konstytucyjnego w Wiedniu i Kromieryżu (10 lipca 1848 – 7 marca 1849), wybrany w lipcu 1848 w galicyjskim okręgu wyborczym Tymbark. W parlamencie należał od 11 sierpnia 1848 do „Stowarzyszenia” skupiającego demokratycznych posłów polskich. Opowiadał się wraz  z nim przeciw odszkodowaniu dla dotychczasowych właścicieli ziemian za zniesienie pańszczyzny, a także za wykluczeniem sankcji cesarskiej dla aktów ustawodawczych. Zwolennik sformułowanej przez Franciszka Palackiego idei austroslawizmu, zakładającej przekształcenie Austrii w państwo federacyjne  z większością słowiańską. Podczas rewolucji w Wiedniu w październiku 1848 członek Wydziału Nieustającego zawieszonego w tym czasie parlamentu. W tym czasie wielokrotnie występował w roli mediatora między wojskiem a tłumem. Po zdobyciu Wiednia 31 października 1848 przez oddziały feldmarszałka Alfreda Windischgrätza wraz z całym parlamentem przeniósł się do Kromieryża. Po jego rozwiązaniu wycofał się z działalności publicznej.
W 1855 wraz z żoną za dożywotnią rentę przekazał majątek w Limanowej  spadkobiercom Antoniny z Jezierskich Żelechowskiej. Przeniósł się wówczas do Krakowa. W 1881 opublikował wspomnienie Książę Roman Sanguszko w korpusie jenerała Chrzanowskiego. Pochowany na cmentarzu Rakowickim w Krakowie.

## Rodzina i życie prywatne
Urodził się w rodzinie ziemiańskiej, był synem Onufrego Stanisława właściciela Tymowej w pow. krakowskim i Koniuszowej w pow. grybowskim oraz Heleny z Mierosławskich. Jego braćmi byli ziemianie i oficerowie wojsk austriackich Henryk (1816-1860) i Karol. Dwukrotnie żonaty – pierwszy raz z Gabrielą z Żuk-Skarszewskich, a po jej śmierci w 1838 z Marią z Wielogłowskich (1810-1865), z którą miał córkę zmarłą w dzieciństwie.